# Max devrait porter des bretelles
Pour plus de détails, voir Fiche technique et Distribution.
Max devrait porter des bretelles est un film muet français réalisé par Max Linder et René Leprince, sorti en 1917.

## Fiche technique
Source IMDb
- Titre français : Max devrait porter des bretelles
- Réalisation : Max Linder et René Leprince
- Scénario : Max Linder
- Pays d'origine :  France
- Langue : film muet avec les intertitres en français
- Format : Noir et blanc — 35 mm — 1,33:1 — Muet — Procédé cinématographique : sphérique
- Longueur de la pellicule : 505 mètres
- Genre : Comédie
- Dates de sortie : 
  -  France : 1917

## Distribution

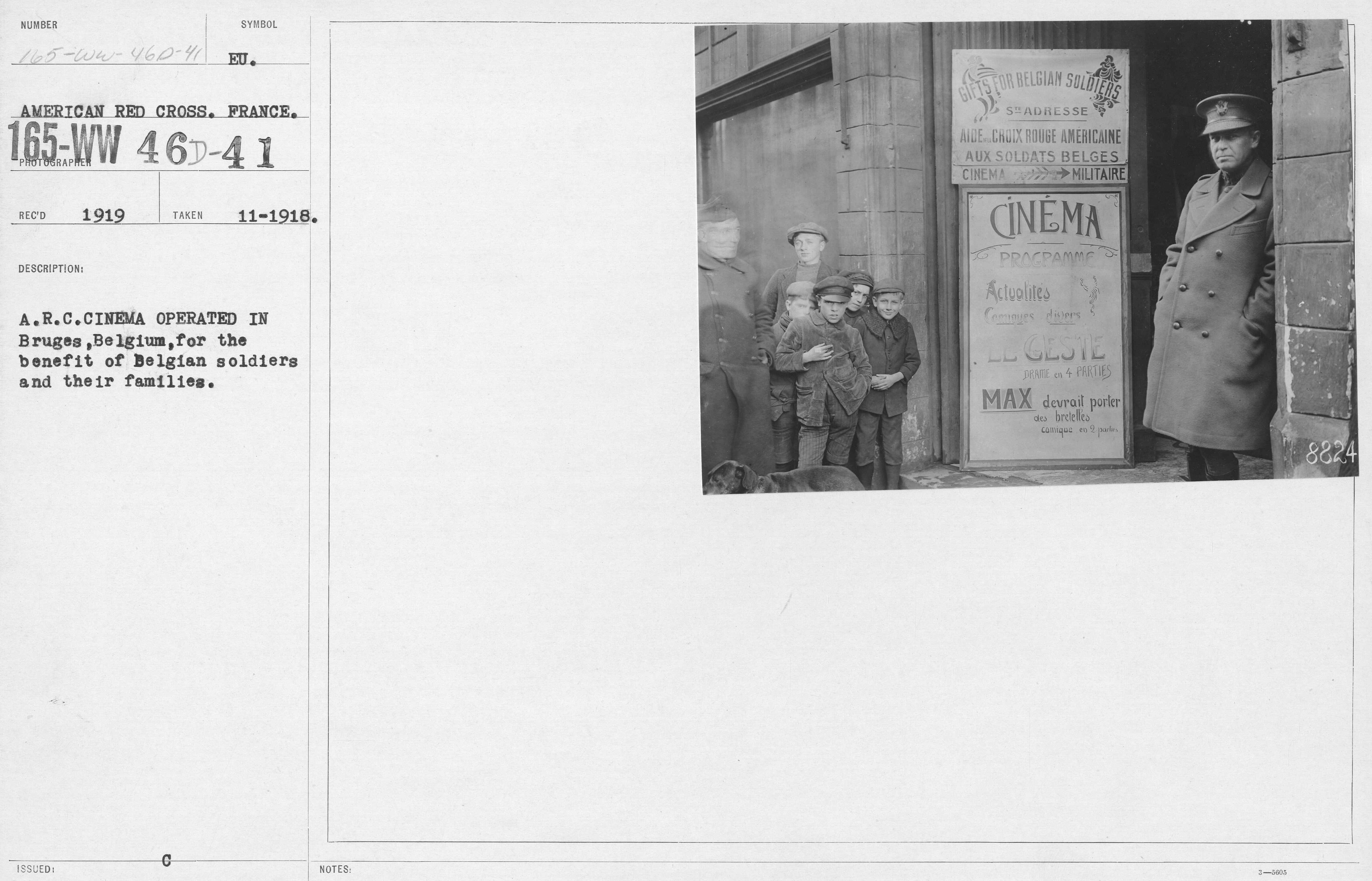
Le film est à l'affiche du cinéma de la Croix-Rouge américaine à Bruges en Belgique, au profit des soldats belges et de leurs familles. Archive de 1917-1918.

Source IMDb
- Max Linder : Max
- Genevieve Chrysias